# Mercedes Pardo
Mercedes Pardo   (Caracas, 29 de juliol de 1921 - San Antonio de Los Altos, 24 de març de 2005) va ser una pintora veneçolana d'art abstracte.

## Biografia
Pardo va néixer el 29 de juliol de 1921 (o el 20 de juliol de 1921, segons la seva necrològica a El Pais) a Caracas, Veneçuela. Als 13 anys va començar a fer classes gratuïtes a l'Acadèmia de Belles Arts.
El 1941 es va incorporar a l'Escola d'Arts Plàstiques i Aplicades a Caracas. Va participar activament en pintura, estampació i collage. El 1991 la va fer una exposició Galeria d'Art Nacional de Caracas de la seva obra de 1941 a 1991. El 1945 es va casar amb Marco Bonta, un professor de vitralls i pintura mural. El seu matrimoni va ser curt.
El 1947 va assistir a l'Acadèmia de Belles Arts de Santiago de Xile. El 1949 es va traslladar a París i va assistir a l'École du Louvre.
El 1951 es va casar amb el pintor Alejandro Otero.
Pardo va morir el 24 de març del 2005 a San Antonio de Los Altos, Veneçuela.

## Llegat
El 2016 es va constituir la Fundació Alejandro Otero-Mercedes Pardo. Es troba a la Casa d'Alejandro Otero i de Mercedes Pardo a San Antonio de Los Altos.

## Exhibicions
- 1947, Pacific Room, Santiago de Xile.
- 1962, MBA.
- 1964, Signs, Sala Mendoza.
- 1967, Signs, Llibreria Cruz del Sur, Caracas.
- 1969, 1 x 9 color of silkscreen, MBA.
- 1970, Recent works of Mercedes Pardo, Sala Mendoza.
- 1971, Centre de Belles Arts, Maracaibo.
- 1974, Galeria Aele, Madrid.
- 1977, Centre d'Art El Parque, Valencia, Edo. Carabobo.
- 1977, Galeria Pecanins, Ciutat de Mèxic.
- 1977, Galería Adler/Castillo, Caracas .
- 1978, From the workshop of Mercedes Pardo today, Galeria d'Art Nacional, Caracas.
- 1978, Museu d'Art Modern, Ciutat de Mèxic.
- 1979, Color, skin, meditated presence: anthological exhibition by Mercedes Pardo, Galeria d'Art Nacional, i Galería Adler/Castillo, Caracas.
- 1980, Mercedes Pardo in Margarita: pintura / serigrafia, Museu Francisco Narváez.
- 1983, Inesauribile Venezia, Galeria Sagitario.
- 1991, Moradas del color, Galeria d'Art Nacional.
- 1993, Graphic work of Mercedes Pardo, Consolat de Veneçuela, Nova York.
- 1994, Graphic work of Mercedes Pardo, The Warm Spaces.
- 1995, Graphic work of Mercedes Pardo, MRE.
- 1996, Museu Sacre, Caracas.
- 2000, Mercedes Pardo, 1951-2000, MAO / Color and shape, Galeria d'Art Nacional.
- 2005, House of the Culture Village of the Sea, Porlamar, Edo. Nueva Esparta / Unimet.

## Premis i honors
- 1942, Menció Honorable en pintura, 3r Saló Oficial.
- 1944, Premi José Loreto Arismendi, 5è Espectacle Oficial.
- 1960, Premi Puebla de Bolívar, 21è Saló oficial.
- 1961, Premi de la Fundació Fina Gómez Foundation, 22è Espectacle Oficial.
- 1964, Premi Nacional per a les Arts Aplicades, 25è Saló Oficial.
- 1966, Premi Enamel, International Exhibition of Artistic Crafts, Stuttgart, Alemanya.
- 1978, Premi Nacional d'Arts Plàstiques, Caracas.
- 1980, Special Edition Purchase Award, World Print III, San Francisco, USA.
- 1991, Premi Armando Reverón, AVAP.